# 1048
Évszázadok: 10. század – 11. század – 12. század
Évtizedek: 990-es évek – 1000-es évek – 1010-es évek – 1020-as évek – 1030-as évek – 1040-es évek – 1050-es évek – 1060-as évek – 1070-es évek – 1080-as évek – 1090-es évek
Évek: 1043 – 1044 – 1045 – 1046 –  1047 – 1048 – 1049 – 1050 – 1051 – 1052 – 1053

## Események
- I. András király hazahívja Lengyelországból öccsét Béla herceget és az ország északkeleti 15 megyéjét hercegségként neki adja. Béla országrészében teljes uralkodói hatalommal rendelkezik.
- július 16. – Bonifác toscanai őgróf a német -római császár utasítására lemondatja IX. Benedek pápát.[1]
- július 17. – II. Damáz pápa megválasztása.[2]
- III. Harald norvég király megalapítja Oslo városát.
- Abu Kalidzsár halálát követően Kermánt meghódítják a szeldzsuk törökök. Fárszot és Irakot fia, al-Malik ar-Rahím örökli, de Fárszban fellázad öccse, Abu Manszúr Fulád Szutún, aki leverését követően a szeldzsukoknak adja át a tartományt.

## Születések
- május 18. – Omar Hajjám perzsa költő, csillagász, matematikus és filozófus. († 1123).
- I. Alexiosz Komnénosz bizánci császár. († 1118).

## Halálozások
- augusztus 9. – II. Damáz pápa.[2]
- december 13. – Bírúní, perzsa matematikus[3] (* 973).
- Abu Kalidzsár fárszi, kermáni és iraki emír